# Distretto di Uraca
Il distretto di Uraca è uno dei quattordici distretti della provincia di Castilla, in Perù. Si trova nella regione di Arequipa e si estende su una superficie di 713,83 chilometri quadrati.

Ha per capitale la città di Corire e contava 6.553 abitanti al censimento 2005.